# Barbara Shelley
Barbara Shelley, född (Barbara Teresa Kowin) 13 februari 1932 i London, död 3 januari 2021 i London, var en brittisk skådespelare. 
Shelley påbörjade sin filmkarriär i Italien men är mest känd som stjärna i brittiska skräck- och science fiction-filmer, bland andra Vampyrens blod (Blood of the Vampire) (1958), De fördömdas by (Village of the Damned) (1960), Förstenad av skräck (The Gorgon) (1964), Dracula, mörkrets furste (Dracula, Prince of Darkness) (1966) och Quatermass and the Pit (1967). Många av hennes filmer var producerade av Hammer Horror.

## Filmografi i urval
- Cat Girl (1957)
- The Camp on Blood Island (1958)
- Vampyrens blod (1958)
- De fördömdas by (1960)
- A Story of David (1961)
- Shadow of the Cat (1961)
- Postman's Knock (1962)
- Blind Corner (1963)
- The Secret of Blood Island (1964)
- Förstenad av skräck (1964)
- Dracula, mörkrets furste (1966)
- Rasputin, the Mad Monk (1966)
- Quatermass and the Pit (1967)
- Ghost Story (1974)
- Stolthet och fördom (1980)
- Doctor Who (1984)